# Toc Toc Toc
"Toc Toc Toc"은 대한민국 여자 솔로 가수인 이효리가 처음으로 발매한 싱글이며, 2007년 3월 5일에 발매되었다. 총 4곡의 트랙으로 구성되어 있고, 전체 러닝타임은 15분 2초다. 이 음반은 본래 디지털싱글로 2007년 2월 25일 공개되었지만, 이후 CD 싱글로 발매되었다.

## 설명
- Dark Angel로부터 1년 만의 음반이다.
- 전곡이 드라마 사랑한다면 이들처럼의 삽입곡으로 사용되었다.
- 전 소속사 DSP 엔터테인먼트에서 엠넷미디어로 옮기고 발매한 첫 음반이다.
- 세 번째 솔로앨범 It's Hyorish 발매 인터뷰에서 이 음반은 이효리의 의지와 관계없이 발매한 음반이었다고 고백했다.
- 수록곡 중 "톡 톡 톡"은 2006년 12월 24일 BIG4콘서트에 깜짝 출연하여 공개하였다.

## 수록곡
1. 톡 톡 톡 (Toc Toc Toc)
  - 작사 : 최갑원 / 작곡 : 김도훈 / 편곡 : PJ / Rap : 더블K
2. 잔소리
  - 작사 : 차은택 / 작곡 : 김도훈 / 편곡 : 김도훈
3. 그녀를 사랑하지마
  - 작사 : 안영민 / 작곡 : 조영수 / 편곡 : 조영수
4. 톡 톡 톡 (Toc Toc Toc) 버전2
  - 작사 : 최갑원 / 작곡 : 김도훈 / 편곡 : PJ / Rap : 더블K

## 뮤직비디오
- 모든 수록곡이 뮤직비디오로 제작되었다.
- 따로 촬영은 하지 않고 본인 출연 드라마 사랑한다면 이들처럼의 영상을 편집하였다.

## 방송활동

### 컴백무대
- 2007년 2월 25일 일요일, SBS 인기가요에서 첫 컴백무대를 열었다.
- 2007년 2월 15일 목요일, m.net/KMTV m!COUNTDOWN에서 비공개무대로 녹화하였다.

## 기타
미국의 애니메이션 심슨가족의 등장인물 호머 심슨이 <Toc Toc Toc>과 비슷한 노래를 하여 화제가 되었다.